# Proximity-Effekt (Elektrotechnik)
Der Proximity-Effekt (von englisch proximity effect ‚Nachbarschaft-Effekt‘) bezeichnet einen Verlusteffekt in elektrischen Spulen, die mit Wechselstrom betrieben werden. Betrachtet man den Leiterquerschnitt einer einzelnen Windung, so ändert sich die Stromverteilung in asymmetrischer Weise durch zusätzlich induzierte Wirbelströme. Diese werden durch die Magnetfelder der umliegenden Leiter verursacht, was die Bezeichnung des Effekts erklärt.

## Beschreibung

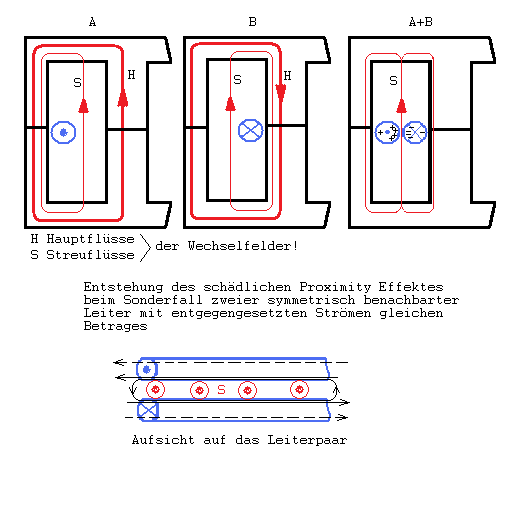
Entstehung des Proximity-Effekts

Proximity-Effekt mit beiden Strömen in die gleiche Richtung

Proximity-Effekt bei Strömungen in entgegengesetzter Richtung

Im Bild ist für den einfachsten Fall die Entstehung des Effektes im Wickelfenster eines Transformatorkernes skizziert. Die Stromverdrängung in den Leitern ist ebenfalls – für den Fall eines einzelnen Leiterpaares – schematisch angedeutet, sie tritt also in diesem einfachsten Fall bereits auf. Es ist deutlich sichtbar, dass die Stromflüsse an den Innenseiten der Leiter konzentriert werden und der Leiterquerschnitt nicht mehr voll ausgenutzt wird.
Der Proximity-Effekt tritt im Beispiel in eng gepackten Wicklungen von Transformatoren von Schaltnetzteilen bei höheren Frequenzen auf. In diesem Fall fasst er dann die Wirkung der Streufelder zwischen den einzelnen Leiterpaaren, die dann die Wicklungslagen bilden, in den Spulen und Transformatoren zusammen. Ein weiteres Beispiel sind die Spulen von Induktionskochplatten. Die Stromverdrängungen werden durch die sogenannten Streuflüsse der Wechselfelder des magnetischen Kreises hervorgerufen.
Die Ursache des Proximity-Effektes wird gefördert durch:
- benachbarte Spulendrähte,
- endliche magnetische Leitfähigkeit des Materials im magnetischen Kreis (lässt Streufeld zu),
- Luftspalte im magnetischen Kreis (Extremfall bei Stabkern- oder Luftspule).

Zusätzlich dringen die Streufelder auch in die Wicklungsdrähte ein und induzieren dort Wirbelströme. Es entstehen zusätzliche Leitungsverluste und damit Wärme, die elektrische Güte verschlechtert sich und bei Leistungsanwendungen kann durch die Temperaturerhöhung das Bauteil zerstört werden. Diese Wirbelströme treten bei Streufluss zusätzlich zum Proximity-Effekt auf.
Der Proximity-Effekt darf nicht mit dem Skin-Effekt verwechselt werden. Der Skin-Effekt tritt auch bei einem einzelnen, freien und geraden Leiter auf. Beide Effekte bewirken einen mit der Frequenz steigenden ohmschen Widerstand, doch die Ursachen sind andere. Der Proximity-Effekt tritt auch bei Leiterpaketen aus dünnen Drähten schon bei kleinen Frequenzen auf. In der Praxis treten Proximity- und Skin-Effekt in Hochfrequenzspulen zusammen auf.
Abhilfe kann geschaffen werden durch:
- Symmetrisches Verschachteln der Windungen und Wicklungen (Schubwicklung).
- Möglichst einlagige Wicklungen bei langen Kernen.
- Keine „toten“ Wicklungen in der Nähe von wechselstromführenden Wicklungen.
- Aufpolstern der Wicklung im Bereich von kurzen Luftspalten (auch wirksam zur Unterdrückung der Wirbelströme).
- Resonanzkopplung bei Übertragern aus Stabkern- oder Luftspulen.
- Unterteilen der Volldrähte zu Hochfrequenzlitzen (separat isolierte Litzendrähte), ähnlich wie bei den Blechpaketen für Transformatoren. Es ist hierbei nicht notwendig, dass die Litzen, wie bei der echten HF-Litze verflochten sind, ein verdrehen der Litzen über die Längsachse reicht aus. Eine „falsche“, d. h. nur verdrillte, "Hochfrequenzlitze" bringt bereits die gewünschte Verbesserung, da die Litzendrähte auf gleichen Durchmessern die Lage im Streufeld wechseln (Drillleiter[2]).

Durch kapazitive Nebenschlüsse bei höheren Frequenzen (typ. > 1 MHz. Auch Oberwellen in Schaltnetzteilen!) kommt es dazu, dass sich der Vorteil der Lösung mit der Litze wieder aufhebt.
Bei Bandleitern ist besonders auf die Richtung der Streufelder zu achten; sie sollten längs und nicht quer zu ihnen verlaufen.